# 吉姆·史萊特
吉姆·史萊特（Jim Slater，1929年3月13日—2015年11月18日），英國投資大師，著有《祖魯法則》（The Zulu Principle），強調聚焦小型成長股。
1960年代取得會計師資格，任職AEC公司商業部門期間，開始以筆名「資本家」（Capitalist）於《週日電訊報》（Sunday Telegraph）撰寫專欄。1963年至1965年，該專欄推薦的投資組合報酬率達68.9%，而同期英國股市只上漲3.6%。
1964年至1974年，創立金融企業集團史萊特·渥克證券（Slater Walker Securities），以併購方式快速成長而在股市中有舉足輕重的地位，但在1975年因金融風暴及過度借貸而破產，當時46歲的史萊特由億萬富翁變成「負百萬富翁」（負債90萬英鎊），從此退出市場長達17年之久，期間史萊特轉而撰寫童書，經營自己的事業之餘，也改善股市投資技巧。
1992年史萊特63歲，出版《祖魯法則》並重新進入股市，一時撼動英國金融界。1996年至1997年，投資Black Leisure公司，在17個月內股價由50英鎊上漲至549英鎊，獲利高達10倍，至1997年68歲時，已賺回比破產前還要多的財富。
史萊特提出本益成長比（PEG）的觀念，深得美國投資大師彼得·林奇（Peter Lynch）的推崇並推廣之。

## 選股標準
史萊特最早的選股標準見於1960年代為《週日電訊報》（Sunday Telegraph）撰寫的第一篇專欄，發表文章所採用的筆名是「資本家」（Capitablist）。在1992年《祖魯法則》一書發行時，史萊特已經對內容作了部份的更新修訂。
1. 過去五年裡，至少有四年每股盈餘持續成長。
2. 和成長率相比，本益比不高。
3. 董事長的聲明必須樂觀。
4. 強勁的流動性與現金流量、低債務。
5. 公司有競爭優勢。
6. 有轉機或有題材。
7. 低總市值（股本小）。
8. 股價相對強度高。
9. 股利率不低。
10. 合理的資金部位。
11. 經營階層持股比重高。

## 著作
史萊特的著作：
- 《祖魯法則》（The Zule Principle）
- 《簡簡單單》（Investment Made Easy）
- 《超越祖魯法則》（Beyond the Zulu Principle）
- 《重新出發》（Return to Go）

## 內部連結
- 祖魯法則
- 本益成長比（PEG）